# 좋은 세상 만들기
《좋은 세상 만들기》는 SBS에서 방송됐던 대한민국의 예능 프로그램이다.

## 방송 일정
- 1998년 3월 7일 ~ 2000년 4월 15일: 매주 토요일 저녁 7시 (1시간)
- 2000년 4월 22일 ~ 2000년 7월 22일: 매주 토요일 저녁 6시 50분 (1시간 10분)
- 2000년 8월 1일 ~ 2000년 10월 10일: 매주 화요일 저녁 7시 15분 (45분)

## 역대 MC
- 서세원, 신은경: 1998년 3월 7일 ~ 1999년 10월 30일
- 서세원, 양승연: 1999년 11월 6일 ~ 2000년 4월 15일
- 서세원, 김지영: 2000년 4월 22일 ~ 7월 22일
- 최성훈, 박용진, 이남현 : 2000년 8월 1일 ~ 10월 10일

## 역대 코너
- 스타 캅스
- 우리마을 CF
- 고향에서 온 편지
- 유치원에서 온 편지
- 고향의 맛을 찾아서
- 장수퀴즈
- 외국인의 고향방문기

## 에피소드 목록

### 1998년
- 3월 7일(1회) 전라남도 해남군 마산면 산막리 장수마을
- 3월 14일(2회) 전라북도 고창군 심원면 용기리 복분자마을
- 3월 21일(3회) 전라남도 보성군 득량면 해평리
- 3월 28일(4회) 전라남도 진도군 진도읍 염장리 진돗개마을
- 4월 4일(5회) 충청남도 서산시 안면도 누동리 장수마을
- 4월 11일(6회) 충청북도 진천군 덕산면(현 덕산읍) 석장리 장암마을
- 4월 18일(7회) 경상북도 상주시 공성면 옥산리 누에마을
- 4월 25일(8회) 경상북도 영양군 청기면 기포리 고추마을
- 5월 2일(9회) 경상북도 영천시 북안면 북리
- 5월 9일(10회) 전라북도 진안군 진안읍 물곡리 원물곡마을
- 5월 16일(11회) 전라남도 나주시 토계동 도계마을
- 5월 23일(12회) 충청남도 논산시 광석면 사월리 딸기마을
- 5월 30일(13회) 충청남도 보령시 남곡동 남곡마을
- 6월 6일(14회) 강원도 인제군 서화면 서화리
- 6월 13일(15회) 충청남도 연기군(현 세종특별자치시) 금남면 대박리 꿩마을
- 6월 20일(16회) 전라북도 순창군 인계면 갑동리 호계마을
- 6월 27일(17회) 충청남도 예산군 삽교읍 용동리 용머리마을
- 7월 4일(18회) 경상남도 거창군 마리면 영승리 영승마을
- 7월 11일(19회) 충청남도 아산시 탕정면 갈산리 갈산마을
- 7월 18일(20회) 전라북도 군산시 나포면 주곡리 대동마을
- 7월 25일(21회) 경상북도 청도군 이서면 양원리 가마실마을
- 8월 1일(22회) 충청남도 공주시 정안면 사현리 사현마을
- 8월 15일(23회)
- 8월 22일(24회)
- 8월 29일(25회)
- 9월 5일(26회)
- 9월 12일(27회)
- 9월 19일(28회)
- 9월 26일(29회) 전라북도 부안군 진서면 곰소마을
- 10월 3일(30회) <추석특집> 중국 랴오닝 성 조선족마을
- 10월 10일(31회)
- 10월 17일(32회) 제주도 북제주군 한경면 월령마을
- 10월 24일(33회) 전라남도 구례군 마산면 상사마을
- 10월 31일(34회)
- 11월 7일(35회) 경상북도 청도군 청도읍 무등마을
- 11월 14일(36회)
- 11월 21일(37회)
- 11월 28일(38회) 전라북도 정읍시 덕천면 도계마을
- 12월 5일(39회) 전라남도 무안군 해저면 신정리 응양마을
- 12월 12일(40회)
- 12월 19일(41회)
- 12월 26일(42회) <특집 왕중왕전>

### 1999년
- 1월 2일(43회)
- 1월 9일(44회) 충청남도 부여군 규암면 신성리
- 1월 16일(45회) 전라북도 익산시 용동면 용성리
- 1월 23일(46회)
- 1월 30일(47회)
- 2월 6일(48회) 전라북도 장수군 장수읍 노곡리
- 2월 13일(49회) 충청남도 서천군 마산면 안당리(청둥오리 할머니)
- 2월 20일(50회)
- 2월 27일(51회)
- 3월 6일(52회)
- 3월 13일(53회)
- 3월 20일(54회) 전라남도 해남군 송지면 마봉마을
- 3월 27일(55회) 전라북도 부안군 상서면 감교리
- 4월 3일(56회) 경상남도 함양군 안신마을
- 4월 10일(57회) 충청남도 당진군 정미면 매방마을
- 4월 17일(58회) 경상북도 구미시 무을면 무수리
- 4월 24일(59회) 전라남도 장성군 황룡면 금호마을
- 5월 1일(60회) 경상북도 김천시 농소면 연명, 노곡마을
- 5월 8일(61회) <어버이날 특집> 충청남도 서산시 팔봉면 대황마을
- 5월 15일(62회) 강원도 정선군 북평면 남평마을
- 5월 22일(63회) 경상남도 의령군 부림면 여배마을
- 5월 29일(64회) 전라북도 익산시 성당면 성당마을
- 6월 5일(65회) 충청북도 청주시 월오동 월오마을
- 6월 12일(66회) 경상북도 의성군 안평면 기도마을
- 6월 26일(67회) <상반기 결산 특집 1탄>
- 7월 3일(68회) <상반기 결산 특집 2탄>
- 7월 10일(69회) 전라북도 고창군 심원면 하전마을
- 7월 17일(70회) 충청남도 금산군 부리면 평촌마을
- 7월 24일(71회) 충청북도 제천시 한수면 송계마을
- 7월 31일(72회) 경상남도 합천군 초계면 유하마을
- 8월 7일(73회) 전라남도 여수시 화정면 여자도
- 8월 14일(74회) 충청북도 충주시 산척면 상산마을
- 8월 21일(75회) 경상북도 경산시 남산면 조곡마을
- 8월 28일(76회) 대구광역시 달성군 가창면 단산마을
- 9월 4일(77회) 전라북도 무주군 설천면 대불마을
- 9월 11일(78회) 충청북도 연기군 동면 용호마을
- 9월 18일(79회) 경상북도 예천군 유천면 화지마을
- 9월 25일(80회) 추석특집
- 10월 2일(81회) 전라북도 순창군 팔덕면 청계마을
- 10월 9일(82회) 경상북도 고령군 다산면 노곡마을
- 10월 16일(83회) 경상북도 봉화군 봉성면 봉양마을
- 10월 23일(84회) 충청북도 단양군 영춘면 동대마을
- 10월 30일(85회)
- 11월 6일(86회) 전라남도 광양시 진월면 월길리 대리마을
- 11월 13일(87회)
- 11월 20일(88회) 충청북도 영동군 학산면 범화리 상시마을
- 11월 27일(89회) 전라남도 강진군 성전면 송월마을
- 12월 4일(90회) 경상남도 산청군 생초면 노은마을
- 12월 11일(91회) 전라남도 나주시 문평면 오룡마을
- 12월 18일(92회) 충청남도 보령시 웅천읍 성동마을
- 12월 25일(93회) <송년특집> 경상북도 영천시 고경면 오룡마을

### 2000년
- 1월 1일(94회) <2000 신년 특집> 충청남도 아산시 둔포면 신왕마을
- 1월 8일(95회)
- 1월 15일(96회)
- 1월 22일(97회)
- 1월 29일(98회) 전라남도 함평군 월야면 백야마을
- 2월 5일(99회) <100회 특집>
- 2월 12일(100회) 부산광역시 기장군 기장읍 오리 대룡마을
- 2월 19일(101회)
- 2월 26일(102회)
- 3월 4일(103회)
- 3월 11일(104회)
- 3월 18일(105회)
- 3월 25일(106회)
- 4월 1일(107회)
- 4월 8일(108회)
- 4월 15일(109회)
- 4월 22일(110회)
- 4월 29일(111회)
- 5월 6일(112회)
- 5월 13일(113회)
- 5월 20일(114회) 강원도 화천군 화천읍 풍산마을
- 5월 27일(115회)
- 6월 3일(116회)
- 6월 10일(117회)
- 6월 17일(118회) 전라북도 임실군 삼계면 후천마을
- 6월 24일(119회)
- 7월 1일(120회)
- 7월 8일(121회)
- 7월 15일(122회)
- 7월 22일(123회) 경상북도 영덕군 창수면 오촌마을
- 8월 1일(124회) 경상북도 고령군 고령읍 본관 1리
- 8월 8일(125회) 충청남도 천안시 북면 양곡리
- 8월 22일(126회) 강원도 홍천군 내면 율전리
- 8월 29일(127회) 전라북도 진안군 마령면 강정리
- 9월 5일(128회) 경상북도 영주군 내죽 1리
- 9월 12일(129회) 미국 애틀란타
- 10월 3일(130회) 애틀란타 2편
- 10월 10일(131회) 경기도 화성군 송산면 쌍정리

## 결방
- 1998년 8월 8일 - 호우 특보 편성
- 2000년 8월 15일 - 5시 50분부터 프로축구 올스타전 중계 편성
- 2000년 9월 19일 - 올림픽 중계 편성
- 2000년 9월 26일 - 올림픽 중계 편성

## 참고 사항
- 1998년 3월 7일부터 2000년 7월 22일까지는 《서세원의 좋은 세상 만들기》라는 제목으로 방송되었다.
- 1999년 6월 26일과 12월 25일에 방송된 상반기 결산 특집 1탄과 1999 송년 특집은 저녁 6시 50분부터 8시까지 10분 연장 방송했다.
- 2000년 1월 1일에 방송된 《밀레니엄 특집 서세원의 좋은 세상 만들기》는 저녁 6시 30분부터 8시까지 30분 연장 방송했다.
- 제한된 형식 때문인지 2000년 봄 이후부터 시청률이 갈수록 떨어지자[1] 2000년 8월 1일부터 방송 시간을 화요일 오후 7시 15분으로 옮긴 동시에[2] 최성훈 외 2명으로 MC를 교체하면서 제목도 《좋은 세상 만들기》로 바뀌었으나 결국 가을 개편으로 인해 2000년 10월 10일을 기해 막을 내려야 했다.